# Let Aloha Airlines 243
Let Aloha Airlines 243 byl pravidelný spoj havajských aerolinek Aloha Airlines, létající z Hilo do Honolulu. Dne 28. dubna 1988 došlo u Boeingu 737-297 této linky k explozívní dekompresi doprovázené dezintegrací stěn a stropu trupu za pilotní kabinou. Posádka nouzově přistála na 43 km vzdáleném letišti Kahului na ostrově Maui. Nehoda si vyžádala jednu oběť.

## Letoun a posádka

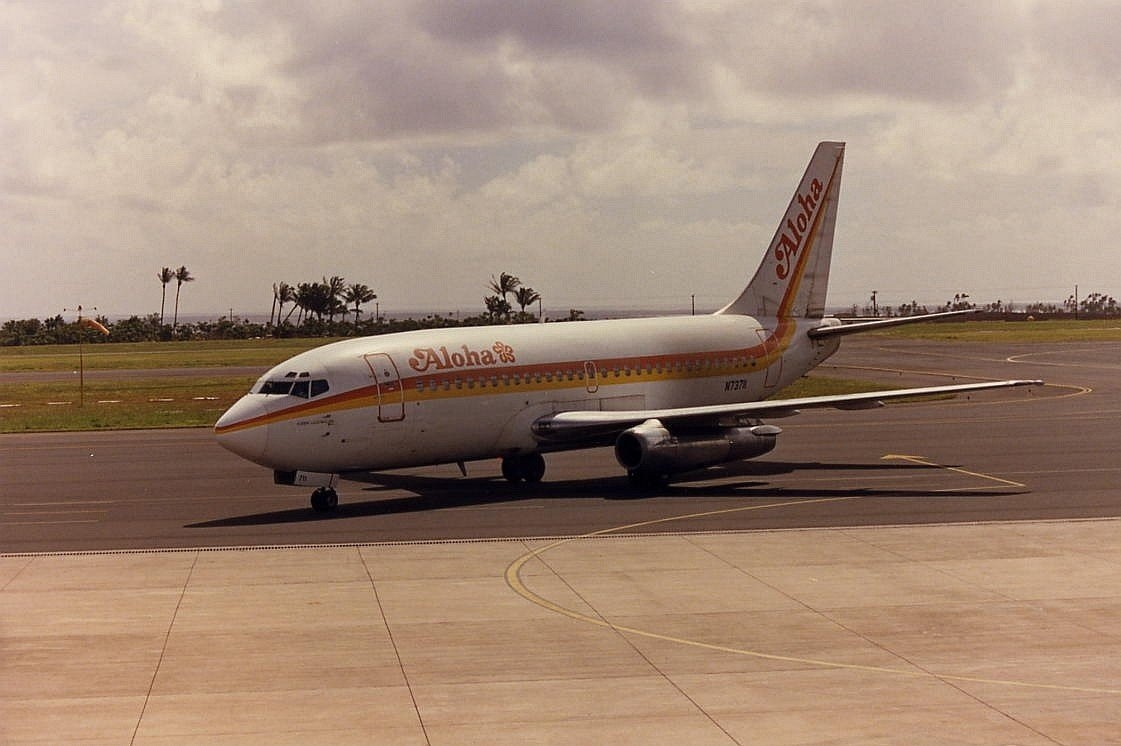
Nehodou postižený Boeing 737 (N73711) na snímku z února 1988

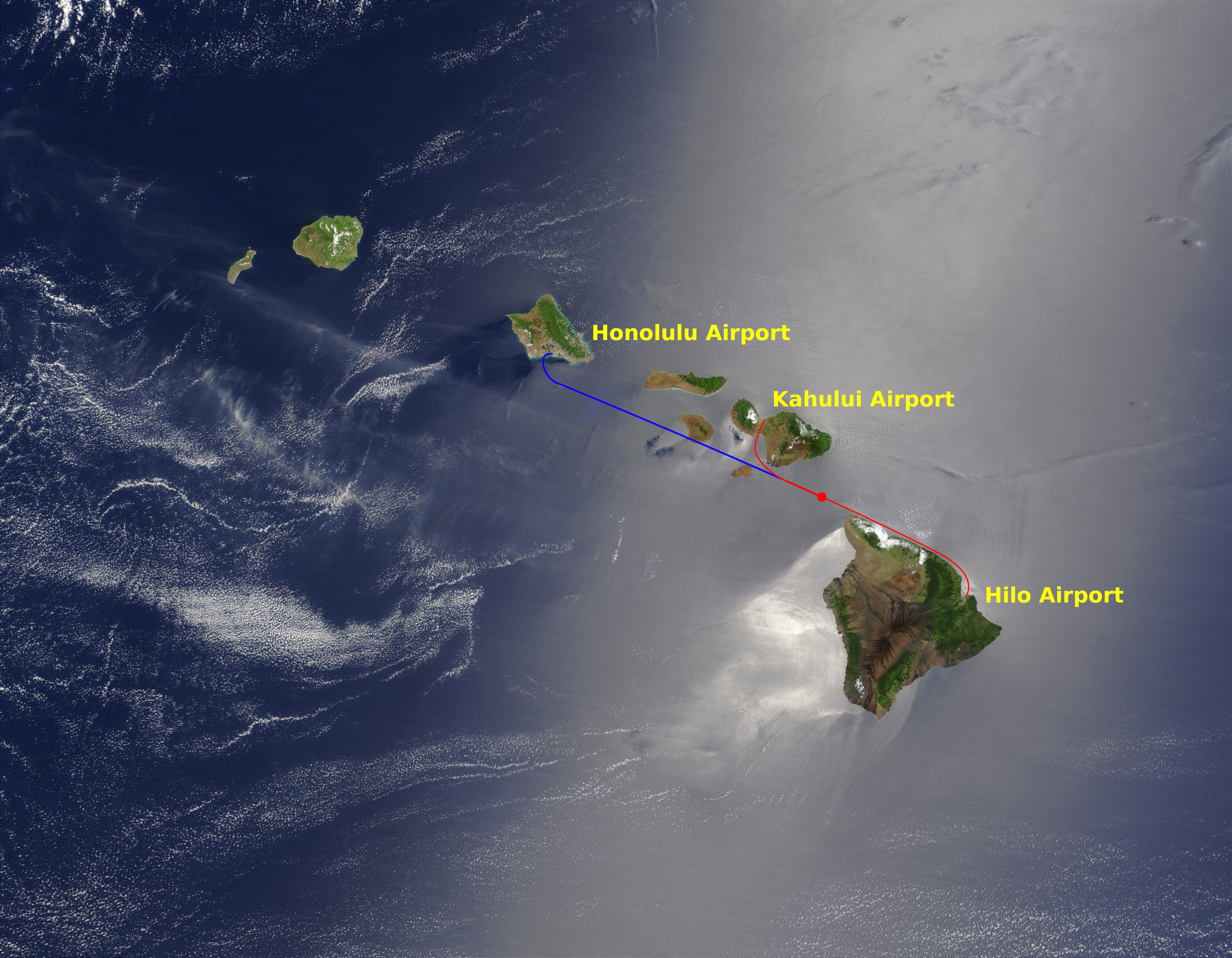
Mapa trasy letu Aloha 243

Nehoda postihla dopravní letoun Boeing 737-297 (registrace N73711, jméno Queen Liliuokalani). Letoun byl starý devatenáct let a měl za sebou intenzivní provoz ve specifickém prostředí s velkým počtem krátkých letů mezi jednotlivými ostrovy. V době nehody měl nalétáno 35 496 hodin při letových 89 680 cyklech. Dne 28. dubna 1988 odstartoval z letiště Hilo na trase do Honolulu. Na palubě bylo pět členů posádky a devadesát cestujících. Posádce velel zkušený kapitán Robert L. Schornstheimer, mající nalétáno 8500 hodin, z toho 6700 hodin v Boeingu 737. První důstojníce Madeline Lynn „Mimi“ Thompkinsová měla odlétáno 8000 hodin, z toho 3500 s Boeingem 737.

## Průběh nehody
Letoun odstartoval v 13:25 hodin, přičemž v 13:48 dosáhl letové hladiny 24 000 stop (7315 metrů). Když letoun srovnal, došlo k narušení pláště trupu a explozivní dekompresi, která způsobila odtržení části stěn a stropu trupu za pilotní kabinou. Oba motory byly poškozeny troskami. Vrchní letuška Clarabelle Ho Lansingová (přezdívka „C.B.“), stojící v uličce v řadě 5, byla vymrštěna z letounu a spadla do moře z výšky více než sedm kilometrů. Kapitán Schornstheimer převzal řízení, zahájil klesání a nasměroval letoun k nouzovému přistání na letišti Kahalui na ostrově Maui. Kopilotka Thompkinsová zajišťovala komunikaci a pomáhala kapitánu s pilotáží.
Přistání mimo jiné komplikoval výpadek levého motoru a nejistota, jestli se správně vysunula přední podvozková noha (vysunutí nepotvrdilo rozsvícení zelené kontrolky). Ve 13:58:45 letoun přistál na ranveji 02 letiště Kahalui.
Při nehodě zahynula vrchní letuška Lansingová. Její tělo nebylo nikdy nalezeno. Dalších osm osob utrpělo těžká zranění a 57 osob bylo zraněno lehce. Poškození letounu bylo neopravitelné, takže byl později sešrotován.

## Vyšetřování

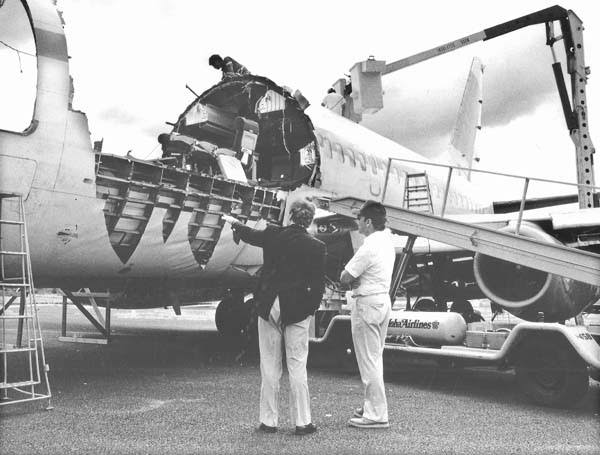
Detail poškození trupu

Příčinou selhání trupu byly únavové trhliny kolem nýtů v důsledku velkého počtu cyklů, které přetlaková kabina prodělala. Situaci zhoršila koroze související s provozem letounu ve vlhkém a slaném prostředí. Při kontrolách letounu pracovníci údržby nedokázali problém včas odhalit. Nehoda vyvolala zásadní změny v pravidlech údržby a kontroly opotřebení letadel.
Kapitán Schornstheimer a první důstojnice Thompkinsová obdrželi v roce 1989 od IFALPY Polaris Award.

## výskyt v kultuře
Podle havárie byl natočen televizní film Zázračné přistání (Miracle Landing, režie Dick Lowry), který měl roku 1990 premiéru na síti CBS.
Nehodě byl věnován 1. díl 3. série kanadského dokumentárního seriálu Letecké katastrofy (Mayday), pojmenovaný Hanging by a Thread a zároveň speciální díl 7. série Ripped Apart.